# Roberto Franqueira
Tecão, właśc. Roberto Franqueira (ur. 10 maja 1952 w Bauru) – brazylijski piłkarz, występujący na pozycji środkowego obrońcy.

## Kariera klubowa
W karierę piłkarską Tecão rozpoczął w klubie Noroeste Bauru w 1974 roku. W latach 1975–1978 występował z São Paulo FC. Z São Paulo zdobył mistrzostwo Brazylii 1977. W São Paulo 9 listopada 1975 w zremisowanym 1-1 meczu z Clube Atlético Mineiro Tecão zadebiutował w lidze brazylijskiej. W latach 1978–1979 i 1980 występował w Santa Cruz Recife.
W 1981 roku występował w Coritibie, a w latach 1982–1984 Bangu AC. W latach 1984–1985 był zawodnikiem Amériki Rio de Janeiro. W barwach Amériki Tecão wystąpił ostatni raz w lidze brazylijskiej 3 lutego 1985 w przegranym 0-2 meczu z Cruzeiro EC. Ogółem w I lidze wystąpił w 72 meczach, w których strzelił 2 bramki. W Américe zakończył karierę w 1985 roku, lecz 1997 powrócił na boisko w barwach Iguaçu União da Vitória.

## Kariera reprezentacyjna
Tecão występował w olimpijskiej reprezentacji Brazylii. W 1975 roku zdobył z nią złoty medal Igrzysk Panamerykańskich. Na turnieju w Meksyku wystąpił w sześciu meczach z Kostaryką, Salwadorem, Boliwią, Argentyną, Trynidadem i Tobago i Meksykiem. W 1976 roku Tecão uczestniczył w Igrzyskach Olimpijskich w Montrealu. Na turnieju Tecão wystąpił w dwóch meczach reprezentacji Brazylii z NRD i Hiszpanią.